# Temporada de furacões no oceano Atlântico de 1958
A temporada de furacões no oceano Atlântico de 1958 incluiu todos os ciclones tropicais que afetaram ou ameaçaram a terra. Houve dez tempestades nomeadas, bem como uma tempestade tropical pré-temporada. Sete das tempestades se tornaram furacões, incluindo cinco que foram grandes furacões ou o equivalente a uma categoria 3 na escala de Saffir-Simpson. A tempestade mais forte foi o furacão Helene, que se tornou um forte furacão de categoria 4 com ventos de 240 km/h (150 mph) e uma pressão barométrica de 930 mbar (27,46 inHg) enquanto ficou apenas offshore no sudeste dos Estados Unidos.
Em maio, uma depressão subtropical formou-se no Caribe e trouxe chuvas fortes perto de Miami, Flórida. A primeira tempestade nomeada da temporada foi Alma, que matou três pessoas e causou enchentes no Texas. O furacão Daisy em agosto foi um grande furacão que acompanhou a costa leste dos Estados Unidos, embora devido ao seu pequeno tamanho não tenha causado muitos danos. O furacão Ella afetou grande parte do Norte do Caribe e do Texas, mais significativamente a República Dominicana, onde 30 pessoas morreram. Ella também matou seis pessoas em Cuba, onde fez "landfall" como um grande furacão. Algumas semanas depois, a tempestade Tropical Gerda também atingiu a República Dominicana e matou três pessoas. A tempestade mais cara da temporada foi Helene, que causou us $11,2 milhões em danos (1958 USD), principalmente na Carolina do Norte. Apesar de ter passado a menos de 16 km do Estado, seus efeitos foram limitados à costa, e o furacão matou uma pessoa. A última tempestade da temporada, Janice, matou oito pessoas na Jamaica quando seu precursor fez cair 20 in (510 mm) de chuva, e uma pessoa foi morta nas Bahamas.

## Resumo da temporada
As dez tempestades tropicais durante a temporada são comparáveis à de média anual dos vinte anos de dez. Em contraste com a temporada anterior, quando a maioria das tempestades ocorreram no Golfo do México, a maioria das tempestades em 1958 ocorreram no oeste do Oceano Atlântico. A primeira tempestade, Alma, formou-se em meados de junho. Posteriormente, um vale persistiu ao longo do leste dos Estados Unidos, o que suprimiu a formação de ciclones tropicais. As condições permaneceram desfavoráveis em julho devido a uma grande crista suprimindo os ventos de oeste. Em agosto, uma depressão persistente causou três tempestades – Becky, Cleo e Daisy – para recurvar e permanecer sobre o oceano. A maioria das tempestades se formou de meados de agosto a meados de outubro, quando o ar polar atingiu o sul até à Flórida devido a uma mudança na crista.
Antes do início da temporada, o escritório do United States Weather Bureau em Miami começou a instalar um teleprinter para distribuir avisos de hora em hora aos jornais e à Cruz Vermelha americana. A temporada de furacões começou oficialmente em 15 de julho, e durou até 15 de novembro. Quando a temporada começou, o Lakeland Frost Warning Service enviou quatro funcionários para auxiliar o Miami Weather Bureau. Os Hurricane Hunters voavam diariamente para investigar possíveis tempestades no Oceano Atlântico e no Golfo do México. Além disso, havia um conjunto de radares do Texas ao Maine para rastrear tempestades. Com início em 1958, o Weather Bureau previu a mudança na maré devido a uma tempestade com a ajuda de um especialista em marés. Durante a temporada, uma repórter – filha do diretor do Weather Bureau, Gordon Dunn – voou para o furacão Daisy, tornando-se a primeira mulher a entrar em um furacão. Utilizando radares ao longo da costa leste dos Estados Unidos, o Weather Bureau rastreou os furacões Daisy e Helene por 925 km (575 mi), que foi a primeira ocorrência desse tipo.
A atividade da estação foi refletida com uma classificação de energia ciclônica acumulada (ACE) de 121. ACE, em termos gerais, é uma medida da força do furacão multiplicada pela duração de sua existência, portanto, tempestades que duram muito tempo, assim como furacões particularmente fortes, têm valores altos. ACE é calculado apenas para alertas completos em sistemas tropicais em ou superior a 34 nós (39 mph, 63 km/h) ou intensidade de tempestade tropical

## Sistemas

### Tempestade tropical Um
Uma pequena circulação cruzou o Panamá a partir do Oceano Pacífico em 17 de maio, e no dia seguinte era uma depressão em desenvolvimento perto de San Andrés , no oeste do Caribe. O sistema gradualmente se organizou em águas quentes enquanto se movia para o noroeste, desenvolvendo uma área de baixa pressão bem definida em 23 de maio ao se aproximar do oeste de Cuba. Mais tarde naquele dia, a depressão cruzou a porção oeste da ilha antes de virar para o nordeste. Em 24 de maio, o sistema passou a sudeste da Flórida, deixando cair fortes chuvas que culminaram em 307 mm (12.07 in) em Homestead. Maio de 1958 foi o segundo maio mais chuvoso desde 1911, do qual metade da precipitação caiu durante a depressão. Vários outros locais na área de Miami relataram chuvas recorde ou quase recorde para o mês. A alta pluviosidade interrompeu o plantio de hortaliças e houve alguns danos às colheitas. As inundações entraram em casas e empresas, forçando algumas evacuações. Cerca de 2.900 pessoas perderam o serviço telefônico e houve uma breve queda de água em Key Biscayne. Também ocorreram centenas de acidentes com veículos relacionados à tempestade.
Depois de afetar a Flórida, a depressão continuou a nordeste e, embora tivesse um núcleo quente, não foi capaz de se desenvolver significativamente devido à falta de instabilidade da temperatura, bem como outro baixo desenvolvimento a sudoeste da circulação. A depressão foi brevemente prevista para atingir a Carolina do Norte, mas, em vez disso, uma crista móvel para o leste a manteve longe da costa. Em Hatteras, Carolina do Norte, a depressão caiu 76 mm (3 in) de precipitação. O influxo de ar frio fez a transição da depressão para um ciclone extratropical em 28 de maio Uma frente fria que se aproximava absorveu a depressão e produziu fortes chuvas no leste do Canadá.

### Tempestade tropical Alma
Uma onda tropical foi observada pela primeira vez no Mar do Caribe central em 9 de julho. No dia seguinte, havia evidências de uma circulação fechada fraca na costa sul da Jamaica. Movendo-se geralmente para o oeste, em 12 de julho cruzou a península de Yucatán e o sistema emergiu na baía de Campeche no dia seguinte. Em Junho 14, uma depressão tropical se formou a meio caminho entre a Península de Yucatán e Tamaulipas. Em seis horas, a depressão intensificou-se na tempestade tropical Alma cerca de 240 km (150 mi) leste de Tampico. Mais tarde naquele dia, um navio relatou uma pressão de 997 mbar (29.4 inHg) e alto mar, e no início de 15 de julho um avião da Guarda Costeira dos Estados Unidos mediu ventos de 80 km/h (50 mph) próximo à costa nordeste do México. Naquele dia, Alma atingiu a costa por volta de 110 km (70 mi) ao sul de Brownsville, Texas, no nordeste do México. A tempestade atingiu a costa no nordeste de Tamaulipas no início de 15 de julho antes de cruzar para o sul do Texas. Depois de enfraquecer para uma depressão tropical, Alma montou o Rio Grande antes de se dissipar no oeste do Texas no final de 16 de julho.
A Guarda Costeira dos Estados Unidos recomendou que as pessoas evacuassem em áreas de praia perto de Brownsville, Texas. Ao deslocar-se para a costa, Alma produziu uma maré alta de 2.9 ft (0.88 m) ao longo da Ilha do Padre, e uma pessoa se afogou perto de Galveston devido às fortes ondas. A maior rajada de vento foi de 45 mph (72 km/h) em Port Isabel, causando danos menores. No entanto, Alma deixou cair fortes chuvas mais para o interior, atingindo cerca de 510 mm (20 in) perto de Medina. As chuvas causaram inundações que resultaram em graves danos a propriedades e plantações. Alguns rios e córregos subiram acima de suas margens devido a inundações, criando torrentes de até 15 ft (4.6 m) em alguns arroios. As enchentes cobriram rodovias e forçaram cerca de 100 pessoas para evacuar perto de Sabinal. As chuvas também interromperam as linhas telefônicas no condado de Uvalde e prenderam temporariamente centenas de batedores. Uma pessoa se afogou ao longo do rio Concho, e três pessoas morreram devido ao sistema.

### Tempestade tropical Becky
Com base em relatórios das ilhas de Cabo Verde ao largo da costa da África, estima-se que uma depressão tropical se desenvolveu em 8 de agosto Ele se moveu para o oeste devido à crista subtropical ao norte, um movimento que a depressão continuaria por grande parte de sua duração. Relatórios de navios próximos indicaram fortalecimento gradual, e a depressão se tornou uma tempestade tropical em 11 de agosto. Às 0400 UTC em 12 de agosto, o escritório do San Juan Weather Bureau deu início a avisos sobre a tempestade tropical Becky a meio caminho entre as Pequenas Antilhas e Cabo Verde. Naquele dia, os Hurricane Hunters voaram para dentro da tempestade, relatando uma pressão de 1,006 mbar (29.7 inHg) e ventos de nível de vôo de 70 mph (110 km/h) ;  seus ventos de superfície de pico foram estimados em 97 km/h (60 mph). Também em 12 de agosto, um alerta de tempestade foi emitido para o norte das Ilhas Leeward, e um alerta de tempestade foi emitido para as Ilhas Virgens dos Estados Unidos e o norte de Porto Rico.
Depois de atingir o pico de intensidade, Becky continuou rapidamente para o oeste-noroeste, e seu movimento rápido pode ter impedido um maior fortalecimento. Em 14 de agosto, um voo relatou rajadas de vento com força de furacão em bandas de chuva 340 km (210 mi) leste-nordeste do centro. No dia seguinte, a circulação ficou mal definida, e em 16 de agosto, Becky se tornou extratropical depois que se fundiu com uma frente fria que se aproximava. A tempestade se voltou para o norte e nordeste, dissipando-se no final de 17 de agosto. Como Becky estava se transformando em uma tempestade extratropical, ela produziu altas ondas ao longo da costa sudeste dos Estados Unidos.

### Furacão Cleo
Uma onda tropical bem desenvolvida gerou uma tempestade tropical em 11 de agosto ao sul de Cabo Verde. Ele moveu-se para o oeste, e os navios na área indicaram que tinha uma grande circulação. Os Hurricane Hunters entraram no sistema e observaram um furacão bem desenvolvido com ventos de 146 mph (235 km/h), que foram os ventos mais altos medidos. Como resultado, o San Juan Weather Bureau Office deu início a avisos sobre o furacão Cleo e emitiu um alerta de furacão para as Pequenas Antilhas. Uma análise subsequente determinou que Cleo se tornou um furacão em 13 de agosto. Um vale fraco próximo a 50 ° W permitiu que o furacão se voltasse para o norte e Cleo continuou a se intensificar, com base na definição aprimorada do olho nas imagens de radar. Um voo para a tempestade no final de 16 de agosto indicou uma pressão de 947 mbar (28.0 inHg) com ventos de 140 mph (230 km/h) no início de 16 de agosto Originalmente pensava-se que os ventos eram mais altos em Cleo, a 160 mph (260 km/h), o que o tornaria um furacão de categoria 5, mas uma reanálise posteriormente determinou que ele era mais fraco.
Depois de manter ventos de pico por cerca de seis horas, Cleo começou a enfraquecer. Virou mais para o noroeste devido ao reforço da crista a nordeste e ao escoamento do furacão enfraquecendo a depressão. Uma frente fria que se aproximava virou Cleo para o nordeste em 18 de agosto e fez com que ele acelerasse. Naquele dia, passou cerca de 720 km (450 mi) leste de Bermuda. Em 20 de agosto, o furacão tornou-se extratropical ao sudeste de Newfoundland. Em St. John's, a tempestade caiu cerca de 51 mm (2 in) de precipitação. Os remanescentes de Cleo viraram para o leste e leste-sudeste, dissipando em 22 de agosto entre os Açores e Portugal Continental.

### Furacão Daisy
Uma onda tropical passou pelas Pequenas Antilhas em 20 de agosto e gradualmente se espalhou para o norte. Em 24 de agosto, um navio próximo relatou uma área de baixa pressão e ventos fortes, indicando a formação de um pequeno ciclone tropical perto das Bahamas. Depois de um voo da Hurricane Hunters indicou ventos de 55 mph (89 km/h), o Weather Bureau iniciou alertas sobre a tempestade tropical Daisy no início de 25 de agosto ao norte das Bahamas. Naquele dia, tornou-se um furacão e, inicialmente, moveu-se lentamente para noroeste devido a uma crista a nordeste. Em 26 de agosto, um vale virou Daisy para o nordeste, e o furacão continuou a se intensificar devido a um anticiclone no alto. No início de 28 de agosto, o furacão atingiu ventos de pico de 210 km/h (130 mph),  e uma pressão mínima de 948 mbar (28.0 inHg) enquanto estiver na costa da Carolina do Sul. Daisy acelerou para o norte, passando cerca de 121 km (75 mi) leste de Hatteras, Carolina do Norte; lá, as rajadas chegaram a 36 mph (58 km/h) devido ao pequeno tamanho da tempestade.
Durante grande parte de sua duração, o furacão Daisy foi visível do radar ao longo do leste dos Estados Unidos, o que ajudou a rastrear a tempestade. Passando a leste de Hatteras, Daisy caiu chuvas moderadas, chegando a 150 mm (5.92 in) perto de Morehead City, Carolina do Norte, antes de virar para o nordeste em 29 de agosto O Weather Bureau emitiu um alerta de furacão de Block Island para Provincetown, Massachusetts, devido ao caminho projetado perto da Nova Inglaterra. Mais tarde em 29 de agosto, Daisy passou cerca de 110 km (70 mi) sudeste de Nantucket. Block Island próxima relatou rajadas de pico de 45 mph (72 km/h), e uma Texas Tower 190 km (120 mi) leste de Cape Cod relataram rajadas de 87 mph (140 km/h). A tempestade também produziu marés altas e chuvas fracas, e forçou 600 pessoas para evacuar Nantucket. Devido ao seu pequeno tamanho, não houve grandes danos nos Estados Unidos.  Depois de afetar Nantucket, Daisy enfraqueceu e se tornou extratropical no início de 30 de agosto Os remanescentes se voltaram para o leste, passando ao sul da Nova Escócia antes de se dissipar em 31 de agosto. No Canadá, a tempestade danificou um barco na baía de Fundy que flutuou por dois dias até chegar a Saint John, New Brunswick.

### Furacão Ella
Uma onda tropical gerou uma depressão tropical perto das Pequenas Antilhas em 30 de agosto, que rapidamente se tornou a tempestade tropical Ella. Ele rapidamente se intensificou no leste do Caribe em um furacão em 31 de agosto ao passar ao sul de Porto Rico; lá, as bandas de chuva externas causaram algumas inundações que causaram danos menores. Em 1 de setembro, Ella reforçada com ventos de 110 mph (180 km/h), conforme medido pelos Hurricane Hunters. Com essa intensidade, o furacão passou ao sul da República Dominicana antes de atingir o sudoeste do Haiti. Na República Dominicana, chuvas fortes e inundações causaram danos de US $ 100.000, principalmente na parte sudoeste do país. Chuvas fortes causaram inundações generalizadas no sudoeste do Haiti, e milhares de pessoas ficaram desabrigadas depois que suas casas foram danificadas. Perto de Les Cayes, 30 pessoas foram mortas devido a enchentes.
Depois de afetar o Haiti, Ella enfraqueceu a um furacão de categoria 1 antes de desembarcar no sudeste de Cuba no início de 2 de setembro Enquanto cruzava a ilha, Ella enfraqueceu para uma tempestade tropical e não conseguiu se fortalecer. Perto de Santiago de Cuba, o rio Bayamo arrastou 25 casas e matou cinco pessoas. Outra pessoa morreu no país devido ao furacão. Depois que Ella chegou ao Golfo do México em 3 de setembro, sua estrutura foi interrompida e permaneceu como uma tempestade tropical, pois continuou a oeste-noroeste. Suas bandas de chuva externas produziram rajadas de 75 mph (121 km/h) em Grand Isle, Louisiana. Ella atingiu o Texas em 6 de setembro e se dissipou logo em seguida. Em sua chegada final, a tempestade produziu 350 mm (13.6 in) de chuva em Galveston, Texas, e na cidade, uma pessoa morreu após cair no mar de um barco.

### Furacão Fifi
Em 4 de setembro um navio indicou uma depressão tropical desenvolvida a partir de uma onda tropical a leste das Pequenas Antilhas. O sistema teve inicialmente duas circulações que se consolidaram em uma até 5 de setembro. Naquele dia, Hurricane Hunters observou 55 mph (89 km/h), o que levou o Weather Bureau a atualizá-lo para Tropical Storm Fifi. Devido ao rápido deslocamento da tempestade para o noroeste, um alerta de vendaval e um alerta de furacão foram emitidos para as ilhas de Sotavento e no norte do Barlavento. Em 6 de setembro, Fifi se intensificou em um furacão e atingiu o pico de ventos de 85 mph (137 km/h), mais ou menos na mesma época em que passou cerca de 240 km (150 mi) nordeste das Ilhas Leeward.  Mais tarde, Fifi começou a enfraquecer, e em 8 de setembro foi rebaixado ao status de tempestade tropical. Os ventos de oeste viraram Fifi para o nordeste em 10 de setembro. Depois de passar a sudeste das Bermudas, a tempestade se dissipou em 11 de setembro.

### Tempestade tropical Gerda
Uma onda tropical foi observada pela primeira vez em 11 de setembro cerca de 640 km (400 mi) leste das Pequenas Antilhas. Moveu-se para o oeste e, com base em relatórios da superfície da cadeia de ilhas, uma depressão tropical se desenvolveu a oeste da Martinica em 13 de setembro. O sistema mudou-se rapidamente para o oeste-noroeste, tornando-se uma tempestade tropical no final de 13 de setembro. Os Hurricane Hunters encontraram ventos de 70 mph (110 km/h) em 14 de setembro próximo à costa da República Dominicana; com base nisso, o sistema foi denominado Tempestade Tropical Gerda. Pouco depois, a tempestade atingiu a península de Barahona. O terreno elevado de Hispaniola rapidamente enfraqueceu Gerda, e em 15 de setembro os Hurricane Hunters não conseguiram detectar uma circulação fechada. Estima-se que Gerda se dissipou ao largo da costa sudeste de Cuba. A onda continuou para oeste, mais tarde alcançando o Golfo do México. Auxiliado por uma depressão que se aproxima, uma pequena área de baixa pressão reconstruída em 19 de setembro, que atingiu o sul do Texas e se mudou para o nordeste. Essa baixa acabou se dissipando na Louisiana em 22 de setembro, tendo produzido rajadas de 52 mph (84 km/h) ao longo da costa do Texas.
Quando o precursor de Gerda passou pelas Pequenas Antilhas, caiu 380 mm (15 in) de chuva. Estações nas Ilhas Virgens dos Estados Unidos relataram ventos de até 46 mph (74 km/h). A ameaça da tempestade gerou alertas de vendaval ao longo da costa sul de Porto Rico e da República Dominicana. Na antiga ilha, Gerda matou três pessoas. Duas pessoas morreram afogadas depois de cair de um barco na ilha de Vieques, e a outra morreu depois que sua casa desabou enquanto ele estava dentro. A tempestade danificou as plantações de café, banana e banana em Porto Rico. Os ventos atingiram 54 mph (87 km/h) na República Dominicana.

### Furacão Helene
Uma onda tropical foi observada pela primeira vez perto de Cabo Verde em 16 de setembro. Em 21 de setembro, os Hurricane Hunters observaram uma circulação, o que indicava que uma depressão tropical havia se formado a leste das ilhas de Sotavento, ao norte. Ela se mudou para o oeste-noroeste, tornando-se a tempestade tropical Helene em 23 de setembro. No dia seguinte, Helene se tornou um furacão, auxiliado por um anticiclone no alto. Ele contornou uma grande crista, trazendo seu centro em direção ao sudeste dos Estados Unidos. À medida que o furacão se aproximava das Carolinas, ele se intensificou rapidamente à medida que o olho se tornou visível no radar e Helene atingiu o pico de ventos de 240 km/h (150 mph) na manhã de 27 de setembro. Uma depressão que se aproximava virou o furacão para o nordeste, e Helene veio dentro de 10 mi (15 km) da costa da Carolina do Norte.  Ele enfraqueceu lentamente e, ao mesmo tempo, seu tamanho se expandiu. Em 29 de setembro, Helene tornou-se extratropical enquanto se movia sobre Newfoundland. Os remanescentes continuaram para o nordeste, posteriormente voltando para o sudeste e se dissipando em 4 de outubro a oeste da Grã-Bretanha.
Paralelamente ao sudeste dos Estados Unidos, Helene produziu um pico de tempestade de 1.8 m (6 ft) perto da Estação Aérea dos Fuzileiros Navais de Cherry Point, na Carolina do Norte. Uma estação em Wilmington relatou ventos sustentados de 142 km/h (88 mph) e uma rajada de pico de 217 km/h (135 mph), excedendo o recorde anterior para velocidade do vento medida lá por uma ampla margem. Em Cape Fear, os ventos foram estimados em 201 km/h (125 mph), com rajadas de até 260 km/h (160 mph). A precipitação de Helene atingiu o pico em 8,29 emnbsp;in (211 mm) no Aeroporto Internacional de Wilmington, embora as chuvas tenham se espalhado para o norte até a Nova Inglaterra. Os danos nos Estados Unidos totalizaram $ 11,2 milhões, e houve uma fatalidade indireta. No Canadá Atlântico, Helene produziu ventos fortes e chuvas fortes, causando cortes de energia na Ilha do Príncipe Eduardo e Ilha do Cabo Breton. Um cais em Caribou, Nova Scotia, foi destruído pelo mar agitado gerado por Helene, e pelo menos 1.000 Como resultado, armadilhas para lagostas foram realizadas no mar.

### Furacão Ilsa
Em 24 de setembro, relatórios de navios perto de uma área de mau tempo a leste das Pequenas Antilhas geraram um voo dos Hurricane Hunters. No momento em que a aeronave investigou o sistema, eles descobriram uma tempestade tropical com ventos de 40 mph (64 km/h), que foi nomeado Ilsa pelo Weather Bureau. Uma análise subsequente estimou que a tempestade se tornou uma depressão tropical naquele dia. Ilsa rapidamente se intensificou em um furacão em 25 de setembro, altura em que foi localizado cerca de 1,800 km (1,100 mi) sudeste do furacão Helene. Nos dias subsequentes, os dois furacões sofreram o efeito Fujiwhara, no qual Ilsa virou para o norte e Helene para o nordeste. Ilsa rapidamente se intensificou em 26 de setembro, desenvolvendo um olho bem definido e faixas de chuva em espiral. No início de 27 de setembro, atingiu ventos de pico de 180 km/h (110 mph), e posteriormente enfraqueceu. Em 29 de setembro o furacão virou-se para nordeste e acelerou, tornando-se extratropical e dissipando-se no dia seguinte.
No início da duração de Ilsa, o Departamento de Meteorologia emitiu um alerta de vendaval e alerta de furacão para as Ilhas Leeward, Ilhas Virgens e o norte de Porto Rico. No entanto, nenhum dano foi relatado. A tempestade causou extensa erosão da praia e condições de turbulência nas Bermudas.

### Furacão Janice
Em 30 de setembro uma onda tropical passou pelas Pequenas Antilhas. Ele se moveu para o oeste através do Caribe, desenvolvendo uma ampla circulação em 3 de outubro ao se aproximar da Jamaica. A fraca circulação tornou-se gradualmente mais bem organizada, evoluindo para uma depressão tropical perto das Ilhas Cayman em 4 de outubro. O sistema rapidamente se intensificou para a tempestade tropical Janice conforme se movia em direção à costa de Cuba. Uma frente fria movendo-se para o leste virou a tempestade para o norte e nordeste, e Janice cruzou o centro de Cuba no início de 6 de outubro. A tempestade se intensificou enquanto se movia pelas Bahamas, tornando-se um furacão em 7 de outubro. Janice desacelerou naquele dia e atingiu o pico de ventos de 160 km/h (100 mph). Em 9 de outubro, o furacão virou para o leste-nordeste, e nessa época havia enfraquecido ligeiramente; no entanto, no dia seguinte, ele voltou a atingir sua intensidade de pico anterior ao passar a noroeste das Bermudas, atingindo uma pressão mínima de 968 mbar (28.6 inHg). Em 12 de outubro, Janice tornou-se extratropical no norte do Oceano Atlântico e, no dia seguinte, fundiu-se com uma região mais forte e não tropical da costa atlântica do Canadá.
O precursor de Janice derrubou fortes chuvas na Jamaica, chegando a mais de 510 mm (20 in) em alguns locais. As inundações induzidas pela chuva destruíram casas, destruíram plantações e danificaram cais e estradas costeiras. Oito pessoas morreram, e as enchentes foram consideradas as piores em 25 anos. Quando Janice ainda estava em Cuba, o Departamento de Meteorologia emitiu avisos de vendaval de Vero Beach, na Flórida, para o Cabo Hatteras, na Carolina do Norte. Nas Bahamas, Janice produziu ventos de pico de 63 mph (101 km/h) na Ilha de San Salvador. Em Nassau, uma pessoa foi morta enquanto tentava mover um barco. Uma draga foi perdida e um iate foi seriamente danificado nas Bahamas, e os danos no país chegaram a US$ 200.000.

### Tempestade tropical Doze
Uma área de baixa pressão desenvolveu-se ao norte de Hispaniola a partir de uma frente fria em dissipação, organizando-se em uma depressão tropical em 15 de outubro O sistema mudou-se para o norte-nordeste, atingindo ventos de pico de 80 km/h (50 mph), com base em relatórios de navios. Em 17 de outubro, a tempestade mudou para um ciclone extratropical, pois interagiu com uma frente fria que se aproximava. A tempestade continuou na direção nordeste, se fundindo com uma tempestade maior em 19 de outubro ao sul do Canadá Atlântico.

## Nomes de tempestade
Os nomes a seguir foram usados para tempestades nomeadas (tempestades tropicais e furacões) que se formaram no Atlântico Norte em 1958.
| - Alma - Becky - Cleo - Margarida - Ella - Fifi - Gerda - Helene - Ilsa | - Janice - Katy (sem ser usado) - Lila (sem ser usado) - Milly (sem ser usado) - Nola (sem ser usado) - Orchid (sem ser usado) - Portia (sem ser usado) - Queeny (sem ser usado) - Rena (sem ser usado) | - Sherry (sem ser usado) - Thora (sem ser usado) - Udele (sem ser usado) - Virgy (sem ser usado) - Wilna (sem ser usado) - Xrae (sem ser usado) - Yurith (sem ser usado) - Zorna (sem ser usado) |